# Affaire Gebremedhin contre France
Pour les articles homonymes, voir Gebremedhin.
L'arrêt Gebremedhin [Gaberamadhien] c. France est un arrêt rendu par la Cour européenne des droits de l'homme le 26 avril 2007 relatif au droit de l'immigration.

## Faits
M. Gebremedhin est un ressortissant érythréen qui, arrivé à l’aéroport Charles de Gaulle, se voit refuser l’entrée sur le territoire français par la PAF (police aux frontières) et est placé en zone d’attente le 28 juin 2005. Sa demande d’entrée sur le territoire au titre de l’asile étant rejetée par le ministère de l’intérieur après avis de l’OFPRA, il souhaite alors contester dans l’urgence cet acte administratif avant d’être renvoyé. En effet, jusqu’à cette époque lorsque le ministère prononçait un rejet, un refus d’admission sur le territoire était notifié et l’étranger était reconduit à destination de la ville de provenance, quel que soit d’ailleurs son pays d’origine. Pendant la durée de cet examen, il était maintenu en zone d’attente, sous le contrôle de la police aux frontières, puis du juge des libertés et de la détention. Après la demande rejetée, il peut être renvoyé à tout moment. Son référé-liberté est rejeté au tri par le tribunal de Cergy. Par ailleurs le référé n’a pas un effet suspensif de plein droit. Le 15 juillet, M. Gebremedhin, suivi par l’Anafé, ONG indépendante intervenant en zone d’attente, se tourne alors vers la Cour européenne des droits de l'homme via la procédure d’urgence de l’article 39. La Cour enjoint au gouvernement français une mesure provisoire : la suspension de toute tentative de réacheminement. Les autorités françaises libèrent alors M. Gebremedhin. Quelques semaines plus tard, le 15 novembre, l’OFPRA faisait droit à la demande d’asile de M. Gebremedhin. Libéré sur le territoire français, M. Gebremedhin a maintenu la procédure engagée auprès de la Cour européenne des droits de l’homme. Il avait en effet la conviction qu’il n’avait pas bénéficié de la protection prévue à l’article 13 de la Convention européenne des droits de l’homme (CEDH) qui garantit le droit à un recours effectif.

## Arrêt de la CEDH
Dans l'arrêt Gebremedhin [Gaberamadhien] c. France du 26 avril 2007, la Cour européenne des droits de l'homme a dit à l'unanimité qu'il y a eu violation de l’article 13 de la Convention, combiné avec l’article 3, en raison de l’absence en zone d’attente d’accès à un recours de plein droit suspensif contre les décisions de refus d’admission et de réacheminement, alors qu’il y avait des motifs sérieux de croire que le requérant courait un risque de torture ou de mauvais traitements dans l’État de destination.

## Conséquences
Pour adapter la législation française en conséquence, l'article 24 de la loi du 20 novembre 2007 relative à la maîtrise de l'immigration, à l'intégration et à l'asile a créé un recours au fond suspensif contre la décision de refus d'entrée au titre de l'asile, porté devant le président du tribunal administratif. Le rapport Mazeaud a proposé de transférer cette compétence à la Cour nationale du droit d'asile.